# Koji Miyata
Koji Miyata, född 15 januari 1923 i Japan, är en japansk tidigare fotbollsspelare.